# Molinos (Terol)
Molinos és un municipi d'Aragó, situat a la província de Terol i enquadrat a la comarca del Maestrat aragonès. A prop del poble hi ha unes interessants coves càrstiques.

## Llocs d'interès

### Església de La nostra Senyora de les Neus
Es tracta d'una església, situada al centre de la població. La seva portada meridional s'obre a la plaça de l'Església, mentre que l'occidental s'obre a la plaça de l'Ajuntament. Les dues places presenten porxos en els pisos baixos dels habitatges, oberts en arcs de mig punt i apuntats, formant un bell conjunt.

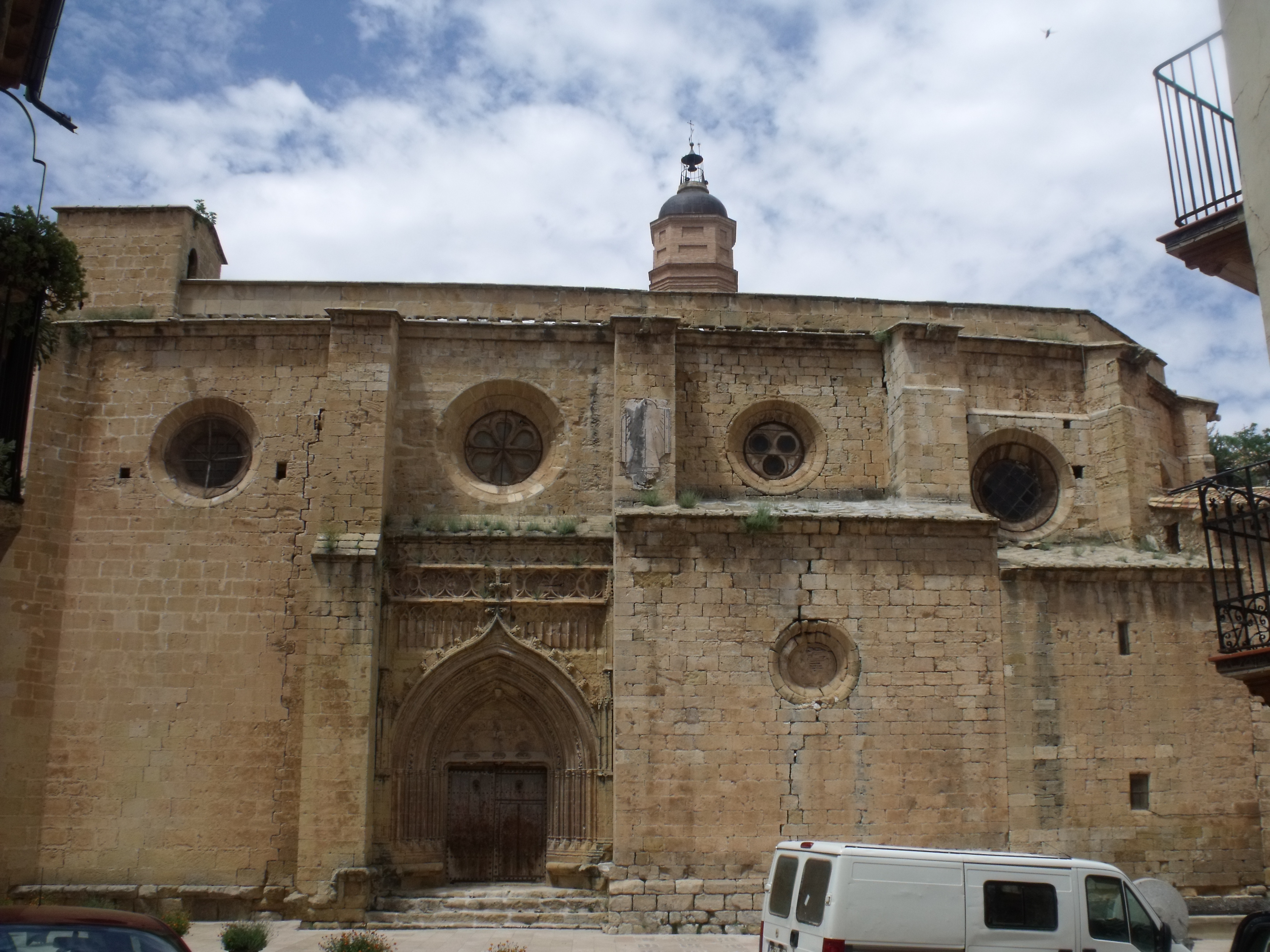
Vista façana lateral
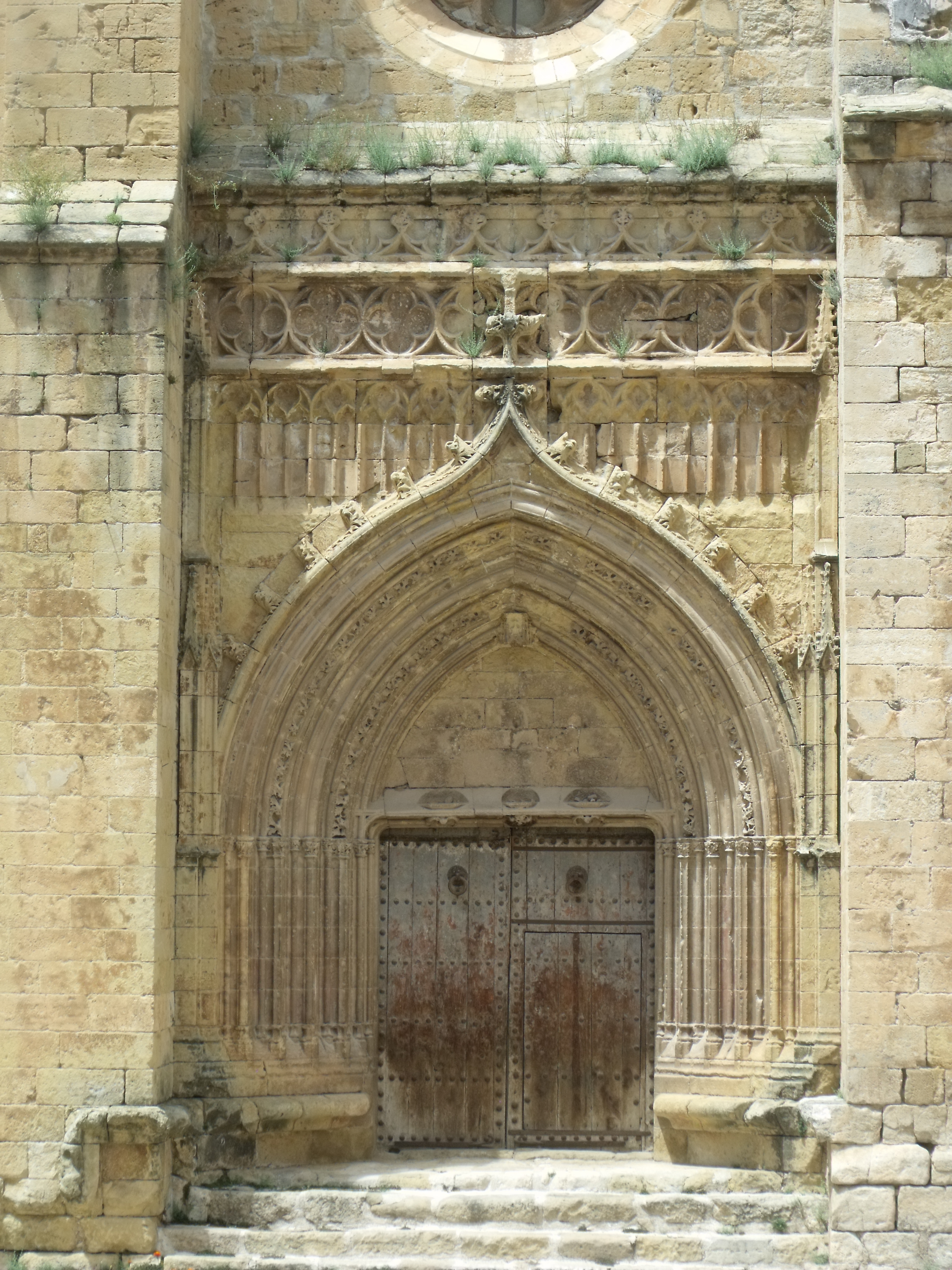
Detall porta lateral
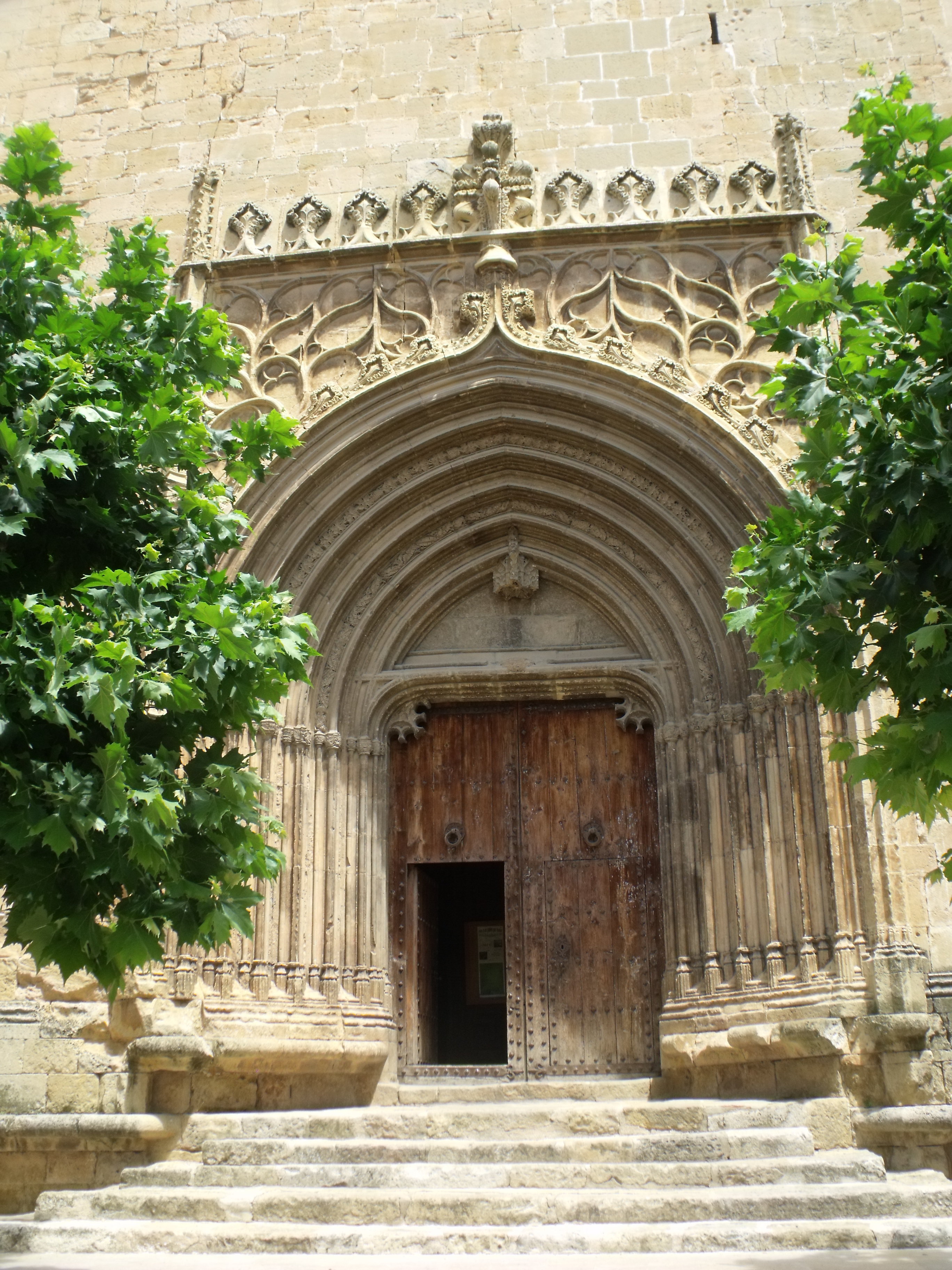
Detall porta façana principal
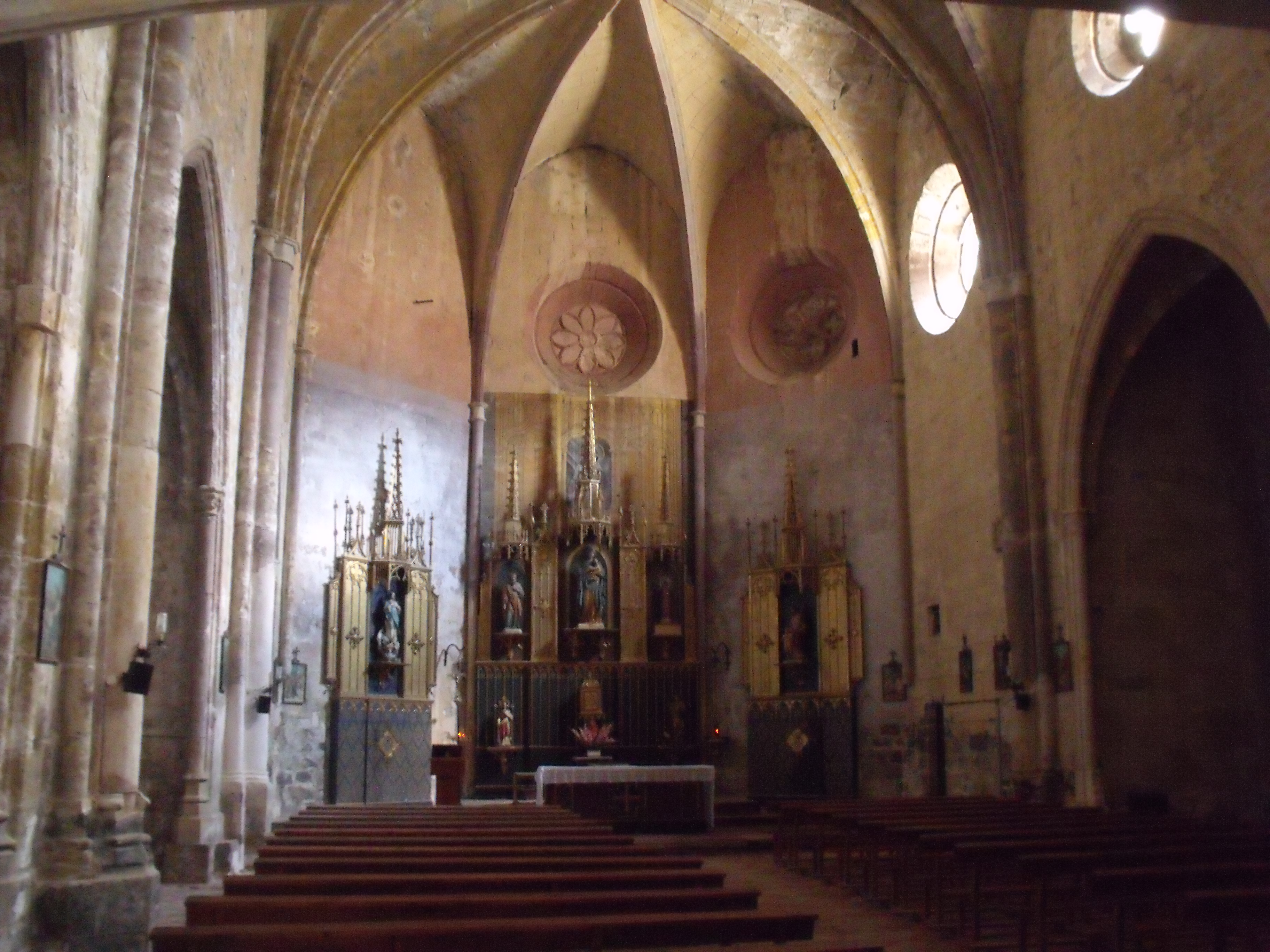
Nau central
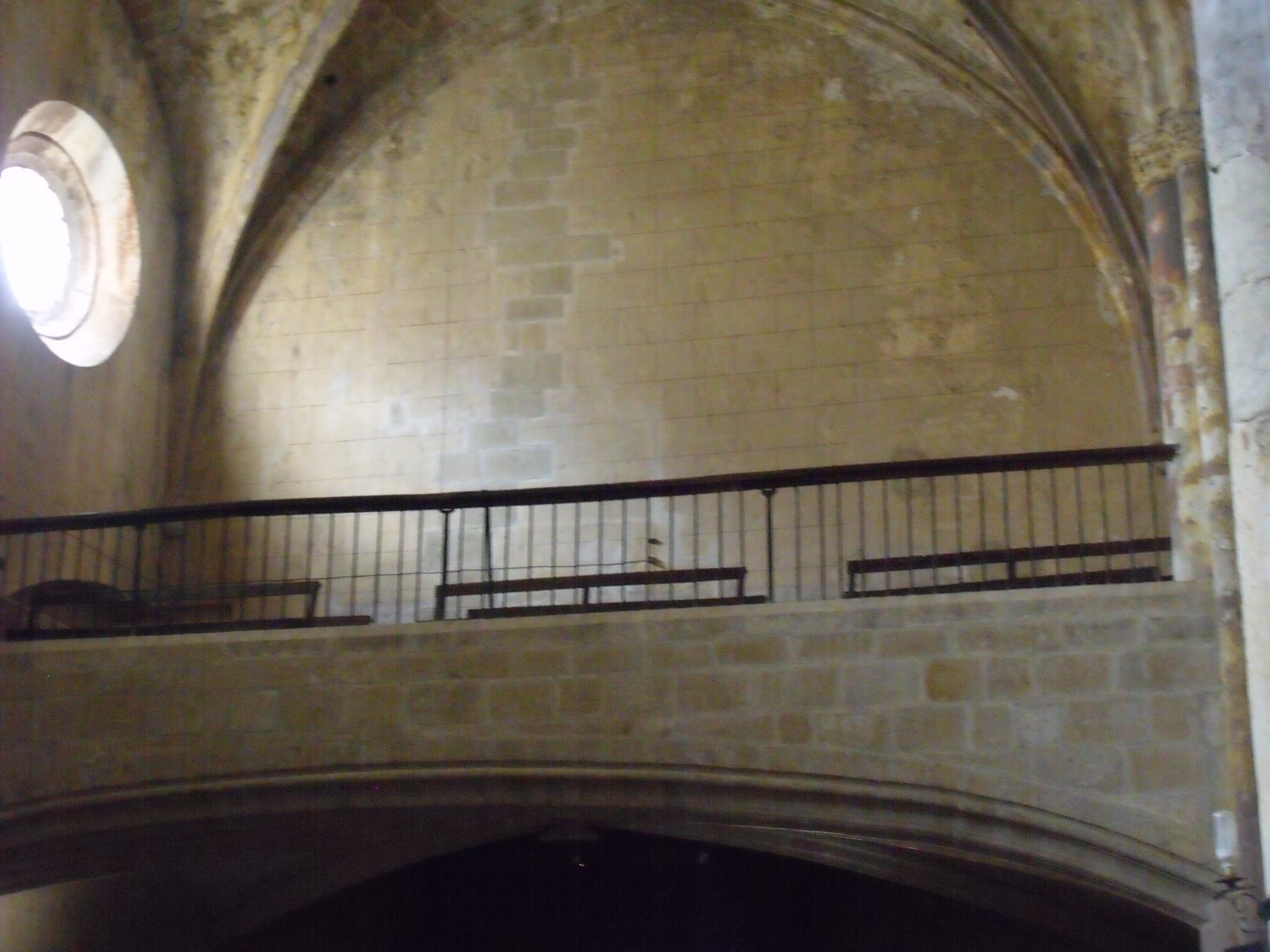
Cor alt
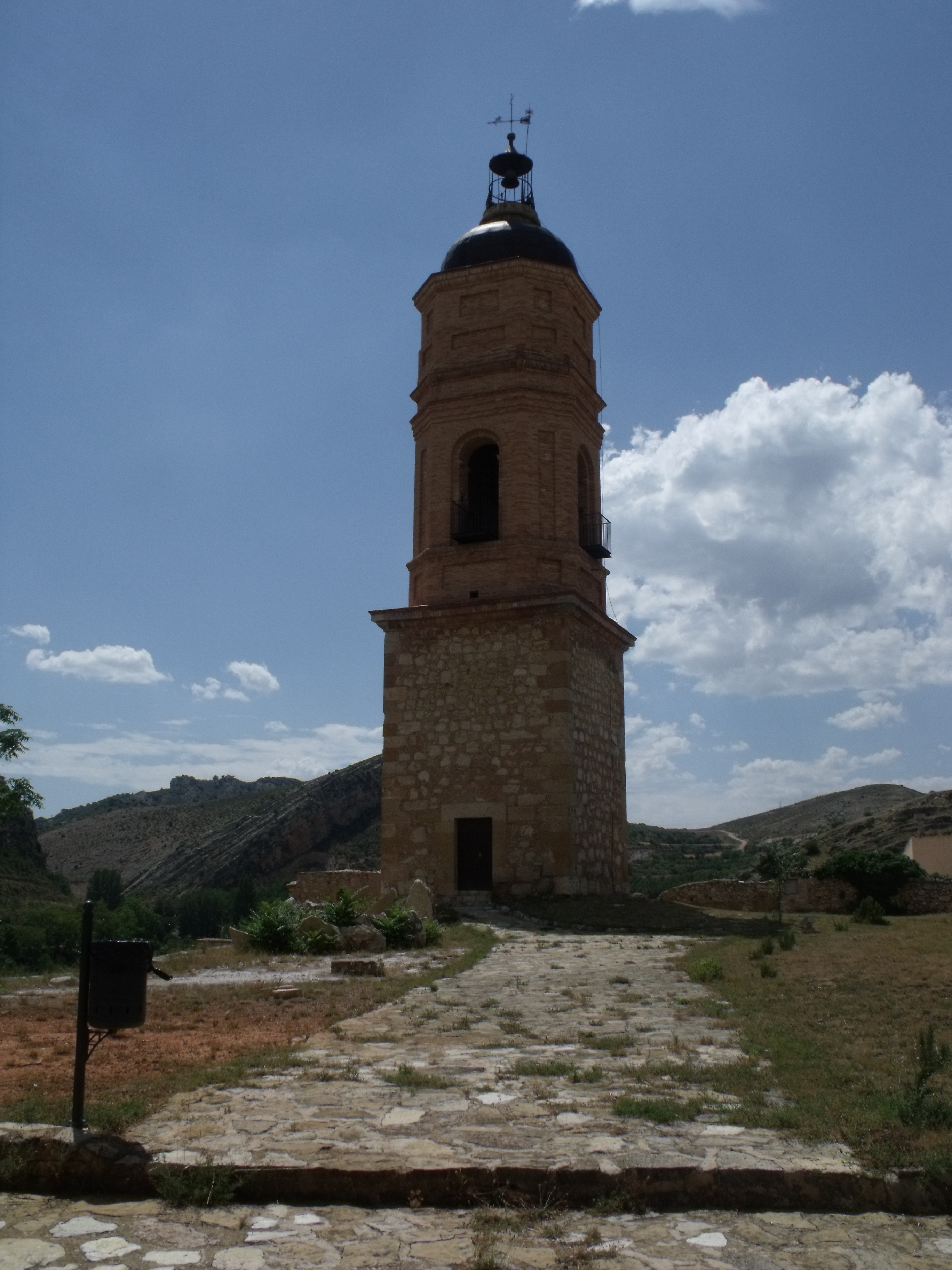
Campanar exempt

El temple data de finals del segle xv i consta de nau única de tres trams amb capelles obertes en el costat de l'Evangeli i unides a manera de nau lateral, mentre que en el costat de l'Epístola presenta una sola capella i l'accés a la sagristia al costat de la capçalera.
La capçalera és poligonal i es cobreix amb una volta nervada, que en la nau es converteix en volta de creueria senzilla amb claus tallades. El sottocoro, que allotja dues belles piles baptismals, es cobreix, però, amb una volta rebaixada. El seu interior és molt sobri i equilibrat i la il·luminació penetra a través d'òculs perforats en cada un dels trams del mur meridional. Les dues portades, situades als murs occidental i meridional, estan realitzades en estil gòtic flamíger amb decoració de caderneres i altres motius vegetals i animals.
La seva fàbrica és de carreu i presenta potents contraforts, a més d'un ampit a la part superior, potser defensiu, ja que aquesta església va pertànyer a l'orde de Calatrava. La torre de la parroquial està exempta; se situa a uns metres, sobre un turó proper. Té quatre pisos en altura, els dos primers de planta quadrada i realitzats en maçoneria amb carreu en les cantonades, mentre que els dos segons són de planta vuitavada i estan realitzats en maó. El seu estat de conservació presenta greus deficiències.